# Dialectos del portugués
La lengua portuguesa cuenta con una gran variedad de dialectos. Sin embargo, estas diferencias no afectan a la comunicación entre los hablantes de los diferentes dialectos. No debemos confundir los dialectos con las dos normas ortográficas vigentes del portugués: la europea portuguesa y la americana brasileña.
El portugués europeo estándar evolucionó más que las otras variedades. Los sonidos de todos los dialectos de Portugal pueden encontrarse en algún dialecto en Brasil. El portugués africano, en especial el portugués de Santo Tomé, tiene muchas semejanzas con el portugués brasileño (también conocido como "fluminense"), también los dialectos del sur de Portugal presentan muchas semejanzas, especialmente el uso intensivo del gerundio. En Europa, el alto-miñoto y el transmontano son muy semejantes al gallego.
Desde la independencia de las colonias africanas, el portugués europeo es el modelo seguido por aquellos países africanos que tienen el portugués como lengua oficial. Los dos dialectos más usados en la  comunicación social de Portugal son el de Coímbra y el de Lisboa. 

## Principales dialectos de la lengua portuguesa
Brasil:

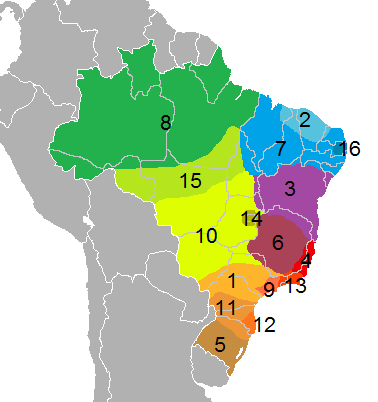
Dialectos de Brasil.

- Caipira  - (1) interior del Estado de São Paulo, norte del Estado de Paraná y sur del Minas Gerais, (la ciudad de São Paulo tiene su propia habla (9))
- Cearense - (2) Ceará y norte de Estado del Piauí
- Baiano - (3) estados de Bahia y Sergipe y norte de Minas Gerais
- Fluminense (ouvir) - (4) Estados de Río de Janeiro y Espíritú Santo y sur oriente de Minas Gerais (la ciudad de Río de Janeiro tiene un habla propia (13))
- Gaúcho - (5) Estado de Rio Grande do Sul
- Mineiro - (6) Estado de Minas Gerais
- Nordestino (ouvir) - Estados del nordeste brasileño (el interior y Recife tienen hablas propias)
- Nortista - estados de la cuenca del Amazonas
- Paulistano - ciudad de São Paulo
- Sertão - Estados de Goiás, Mato Grosso y Mato Grosso do Sul
- Sulista - Estados de Paraná y Santa Catarina (la ciudad de Curitiba tiene un habla propia; existe también un dialecto en la costa de Santa Catarina, parecido al azoriano).

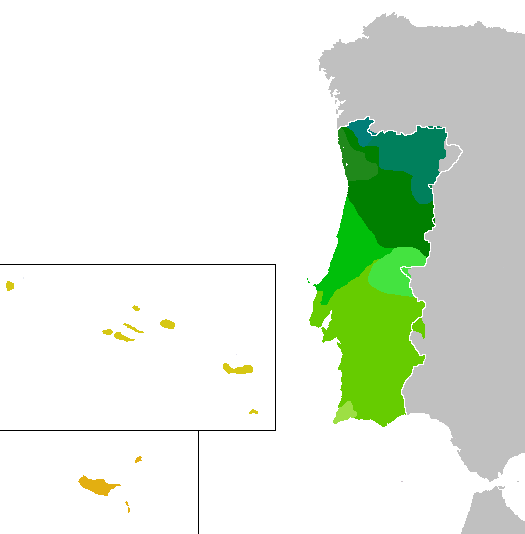
Dialectos de Portugal.

Portugal:
- Azoriano (ouvir) - Azores
- Alentejano (ouvir) - Alentejo
- Algarvio (ouvir) - Algarve (existe un dialecto en la zona occidental)
- Alto miñoto (ouvir) - Norte de Braga (interior)
- Bajo beirão, alto alentejano (ouvir) - Centro de Portugal (interior)
- Beirão (ouvir) - centro de Portugal
- Extremeño (ouvir) - regiones de Coimbra y Lisboa (puede ser subdividido en lisboeta y coimbrano)
- Madeirense (ouvir) - Madeira
- Norteño o Bajo Miñoto (ouvir) - Regiones de Braga y Oporto
- Transmontano (ouvir) Trás-os-Montes

Angola:

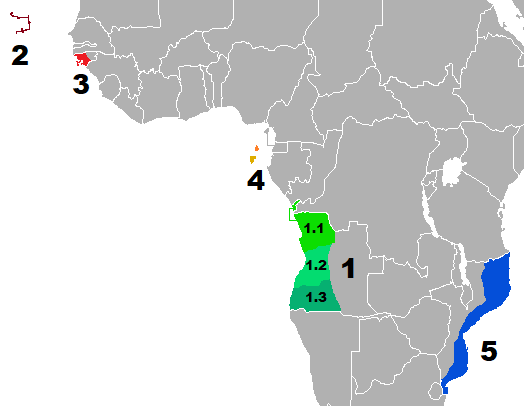
Dialectos de África.

- Benguelense - provincia de Benguela
- Luandense (ouvir) - provincia de Luanda
- Surista - Sur de Angola

Otras áreas:
- Caboverdiano (ouvir) - Cabo Verde
- Oliventino - Extremadura, España
- Guineense (ouvir) - Guinea Bissau
- Macaense (ouvir) - Macao, China
- Mozambiqueño (ouvir) - Mozambique
- Santomense (ouvir) - Santo Tomé y Príncipe
- Timorense (ouvir) - Timor-Leste
- Dialectos portugueses del Uruguay: (Portuñol riverense, fronterizo y bayano) - Uruguay